# 革命前夜
『革命前夜』（かくめいぜんや）は、日本の小説家須賀しのぶによる小説である。
第18回大藪春彦賞受賞作。文藝春秋発行の『別册文藝春秋』にて2013年5月号から2014年7月号まで連載される。単行本は、2015年3月27日に文藝春秋より刊行された。文庫版は、2018年3月9日に文春文庫より刊行された。文庫版の装幀は大久保明子、装画はagoeraによる。
著者の須賀は「これまでは第二次世界大戦までしか書いてこなかったので、現代ものを書いてみようと思った。自分にとって一番印象的だった1989年を書くことにした」と語っている。

## あらすじ
眞山柊史は、敬愛するバッハを育んだ空気の中でピアノに打ち込むために、1989年、東ドイツ・ドレスデンにあるドレスデン・カール・マリア・フォン・ウェーバー音楽大学 (de:Hochschule für Musik Carl Maria von Weber Dresden) に留学する。ある日、柊史は、国際バッハコンクールのヴァイオリン部門で2位をとるほどの腕をもつヴェンツェル・ラカトシュの練習に付き合うはめになる。そんな中、柊史は旧宮廷教会で、素晴らしい演奏をするオルガン奏者のクリスタ・テートゲスや、ヴェンツェルと並び称される逸材とされるイェンツ・シュトライヒと出会う。そして柊史は、クリスタがシュタージ（国家保安省）に監視されている身であるらしいことを知る。

## 主な登場人物
眞山柊史（まやま しゅうじ）
日本人留学生。
ラカトシュ・ヴェンツェル
ハンガリーからの留学生。
イェンツ・シュトライヒ
ヴァイオリン科の学生。
クリスタ・テートゲス
オルガン奏者。

## 書評
小説家の朝井リョウは「知識と、興味関心に基づく取材力が素晴らしいため、読み進めているだけで知的好奇心を刺激される」「特に中盤以降はミステリ的な展開が続き、物語としての面白みがぐんと増す」と評している。ライターの瀧井朝世は「曲が聴こえてきそうな精密な演奏描写に圧倒される」と評している。